# Marcelo Filippini
Marcelo Filippini (Montevideo, 4 d'agost de 1967) és un tennista professional uruguaià que ja s'ha retirat de la competició.
El 1996, Filippini va jugar el punt més llarg conegut en la història del Circuit de l'ATP al Torneig de Casablanca, al Marroc, arribant a jugar 28 deuces contra Alberto Berasategui, en un partit de primera ronda, el qual finalment va perdre per 6-2 i 6-3.
La millor actuació de Filippini en un esdeveniment de Grand Slam va ser al Roland Garros de 1999, on va arribar als quarts de final caient davant l'eventual campió Andre Agassi. És l'únic uruguaià en arribar a instàncies de quarts de final en un torneig de Grand Slam.
Filippini es va retirar del circuit professional l'any 2000.

## Títols ATP (8;5+3)

### Individuals (5)
| Llegenda           |
| Grand Slam (0)     |
| Copa Màster (0)    |
| Màsters Sèries (0) |
| Torneigs ATP (5)   |

| No. | Data                 | Torneig       | Superfície   | Oponent a la final    | Resultat      |
| 1.  | 17 de juliol de 1988 | Båstad        | Terra batuda | Francesco Cancellotti | 2-6, 6-4, 6-4 |
| 2.  | 13 d'agost de 1989   | Praga         | Terra batuda | Horst Skoff           | 7-5 7-6       |
| 3.  | 12 de juny de 1994   | Florència     | Terra batuda | Richard Fromberg      | 3-6, 6-3, 6-3 |
| 4.  | 4 de maig de 1997    | Atlanta       | Terra batuda | Jason Stoltenberg     | 7-6(2) 6-4    |
| 5.  | 25 de maig de 1997   | Saint Poelten | Terra batuda | Patrick Rafter        | 7-6(2) 6-2    |

### Dobles (3)
| Llegenda           |
| Grand Slam (0)     |
| Copa Màster (0)    |
| Màsters Sèries (0) |
| Torneigs ATP(3)    |

| No. | Data                  | Torneig    | Superfície   | Parella         | Oponent a la final                   | Resultat      |
| 1.  | 2 d'octubre de 1988   | Palerm     | Terra batuda | Carlos di Laura | Alberto Mancini · Christian Miniussi | 6-2, 6-0      |
| 2.  | 14 de juny de 1992    | Florència  | Terra batuda | Luiz Mattar     | Royce Deppe · Brent Haygarth         | 6-4, 6-7, 6-4 |
| 3.  | 6 de novembre de 1994 | Montevideo | Terra batuda | Luiz Mattar     | Sergio Casal · Emilio Sánchez        | 7-6, 6-4      |